# Ливр
Ливр (фр. livre, от лат. libra — римский фунт) — денежная единица Франции, бывшая в обращении до 1795 года.

## История ливра
Ливр делился на су и денье:
- 1 ливр = 20 су
- 1 су = 12 денье

то есть 1 ливр = 240 денье.
Введена в конце VIII века Карлом Великим. Сперва денежно-счётный ливр равнялся по стоимости весовому фунту. Позднее в результате порчи монет стоимость его уменьшилась, но деление ливра на 20 су сохранилось безотносительно к тому, чеканилась ли полноценная монета или низкопробная.
Известны ливр турский и ливр парижский.
Ливр турский (турнуа, tournois) со времён Филиппа IV (1285—1314) стал господствующей денежно-счётной единицей во Франции. Символ этого ливра — ₶ (U+20B6).
Ливр парижский, который был тяжелее ливра турского, со времён Филиппа II Августа (1180—1223) был основной денежно-счётной единицей на севере Франции, но с течением времени уступил место ливру турскому и исчез из обращения, так как денье парижский со времён Карла VIII (1483—1498), а су парижский со времён Людовика XIV (1643—1715) больше не выпускались.
Как монета ливр выпускался только один раз в 1656 году весом в 8,024 г (7,69 г серебра).

## Галерея
- Односторонний королевский ассигнат 500 ливров, 1790 год
- Односторонние 5 ливров Конвента, 1793 год